# Tramvia elettrica di Nagasaki
La Tramvia elettrica di Nagasaki (長崎電気軌道?, Nagasaki Denki Kidō), è una compagnia di trasporti giapponese che gestisce le linee del tram nella città di Nagasaki, sull'isola di Kyūshū.
La compagnia e le linee sono comunemente conosciute come Nagasaki Dentetsu (長崎電鉄?, Ferrovia elettrica di Nagasaki) o Nagaden (長電?). Il nome densha (電車?, treno elettrico) è comunemente usato dalla popolazione locale per riferirsi ai tram, mentre le linee dei treni JR sono chiamate JR, ressha (列車?, vagoni), o kisha (汽車?, treno locomotiva).

## Storia
La compagnia fu fondata il 2 agosto 1914. Il 16 novembre 1915 è stata inaugurata la tranvia elettrica (tram) che corrisponde al tratto centrale dell'attuale Linea 1. Da lì furono realizzati successivi prolungamenti in tutte le direzioni, gli ultimi tratti più brevi nel 1960 a nord e nel 1968 a sud-est. Nonostante i gravi danni bellici causati dal bombardamento atomico del 9 agosto 1945, da quando è stata aperta la rete nessuna linea è stata definitivamente chiusa, il che costituisce un fenomeno eccezionale in Giappone e nel mondo.
Per un periodo di tempo dopo la guerra, la società ha gestito anche un'attività di autobus, ma a causa della cattiva gestione e di altri fattori, l'attività è stata trasferita a Nagasaki Jidosha (Nagasaki Bus) nel 1971 e la società si è ritirata dall'attività.

## Linee e percorsi
La rete è composta da cinque linee, la cui immagine ricorda un tridente. Le linee 1 e 3 corrono insieme da nord da Akasako (赤迫) parallelamente alla linea principale JR Nagasaki fino alla stazione principale, dove si diramano. La linea 1 prosegue verso sud via Dejima e da lì verso est fino a Sōfukuji (崇福寺). La linea 3 gira subito verso est e, dopo essersi confluita con le linee 4 e 5, raggiunge il capolinea Hotaruchaya (蛍茶屋). Dal punto di diramazione, la Linea 5 viaggia immediatamente verso sud (dopo un breve tratto condiviso con la Linea 1) fino al capolinea Ishibashi (石橋), mentre la Linea 4 segue successivamente il percorso della Linea 1.
La Linea 2, prevede solo una corsa al giorno a tarda notte, mentre la Linea 4 corre solo nelle ore di punta mattutine e serali. Ci sono anche altri percorsi temporanei.
| Linea | Nome giapponese | Fermate |
| ----- | --------------- | --- |
| 1     | 1系統           | Akasako - Sumiyoshi - Nagasaki-Ekimae - (Dejima) - Tsukimachi - Nishihamanomachi - Shōkakuji-shita          |
| 2     | 2系統           | Akasako - Sumiyoshi - Nagasaki-Ekimae - (Dejima) - Tsukimachi - Nishihamanomachi - Kōkaidō-mae - Hotarujaya |
| 3     | 3系統           | Akasako - Sumiyoshi - Nagasaki-Ekimae - (Sakuramachi) - Kōkaidō-mae - Hotarujaya                            |
| 4     | 4系統           | Hotarujaya - Kōkaidō-mae - Nishihamanomachi - Shōkakuji-shita                                               |
| 5     | 5系統           | Hotarujaya - Kōkaidō-mae - Nishihamanomachi - Tsukimachi - Ishibashi                                        |

La Tramvia ha le seguenti cinque direttrici per un totale di 11,5 km. Tutte le linee hanno uno scartamento di 1435 mm e sono elettrificate a corrente continua (600 V).
Diramazione di Akasako (赤迫支線?)
Akasako - Sumiyoshi 0,3 km (tutte le linee a doppio binario)
Stazioni: Akasako - Sumiyoshi
Linea principale (本線?)
Sumiyoshi - Sofukuji 7,0 km (tutte le linee a doppio binario)
Stazioni: Sumiyoshi - Nagasaki-Ekimae - Stazione di Nagasaki - Shinchi Chinatown - Nishihamachō - Sōfukuji
Diramazione di Sakuramachi (桜町支線?)
Stazione Nagasaki - Shiyakusho (Municipio) 0,9 km (tutte le linee a doppio binario)
Stazioni: Stazione Nagasaki - Sakuramachi - Shiyakusho (Municipio)
Diramazione di Ōura (大浦支線?)
Shinchi Chinatown - Ishibashi 1,1 km
Stazioni: Shinchi Chinatown - Ishibashi
Diramazione di Hotarujaya (蛍茶屋支線?)
Nishihamachō - Hotarujaya
Stazioni: Nishihamachō - Shiyakusho (Municipio) - Hotarujaya

## Materiale rotabile
Al 1 aprile 2020, ci sono 72 tram ripartiti in 20 modelli diversi, tra cui sei vetture a pianale ribassato, due carrozze speciali storiche.

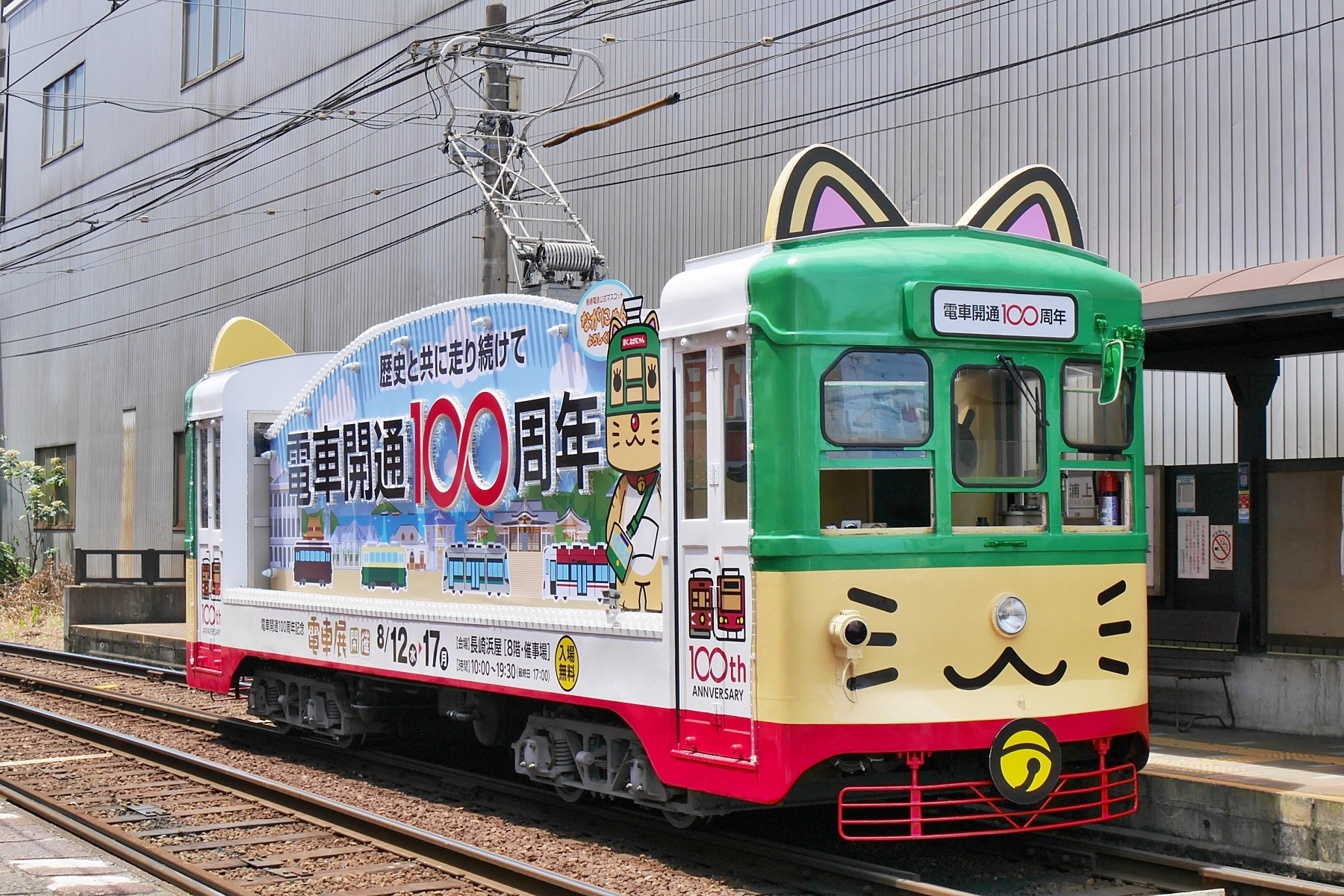
Serie 87
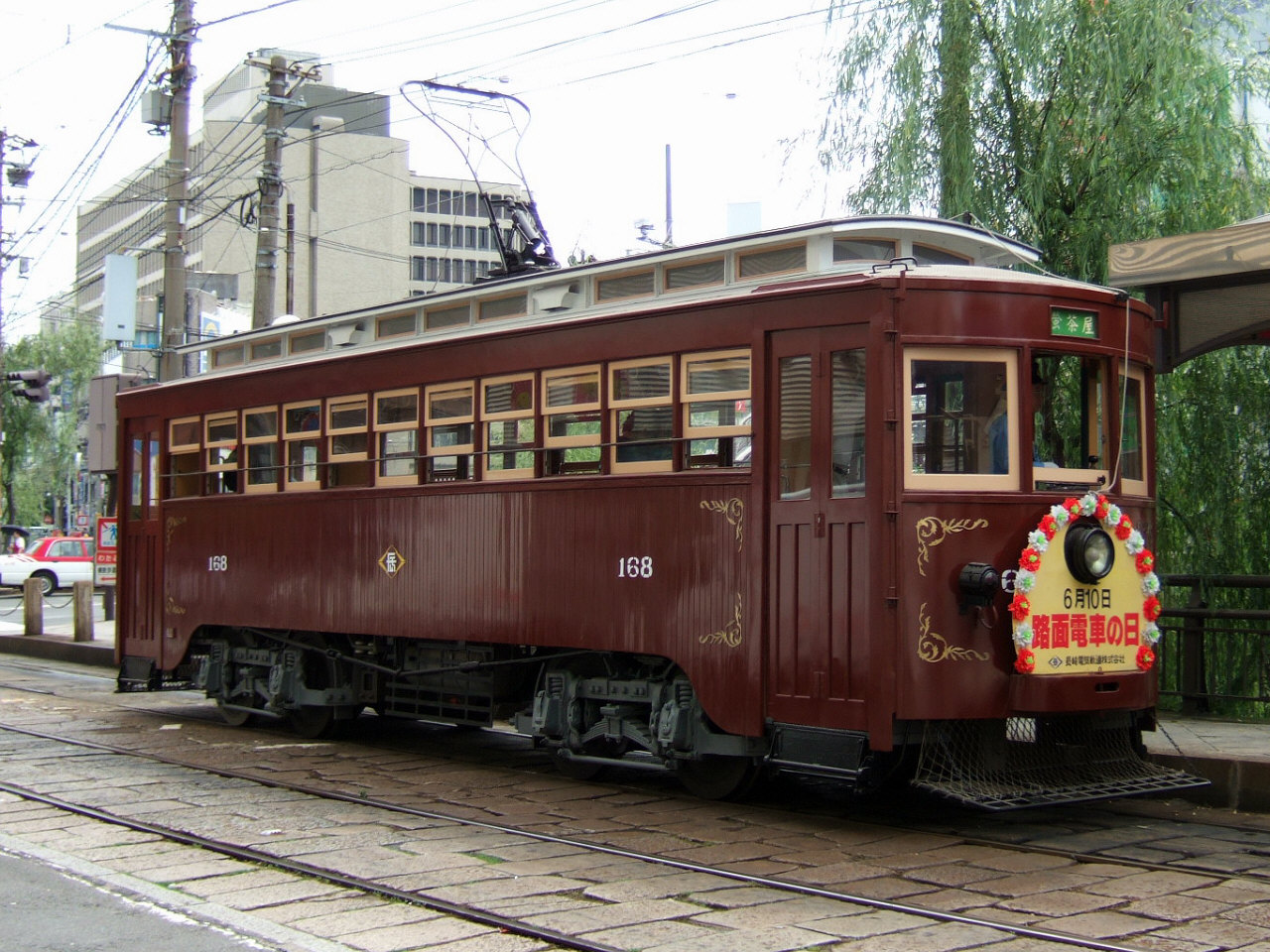
Serie 160
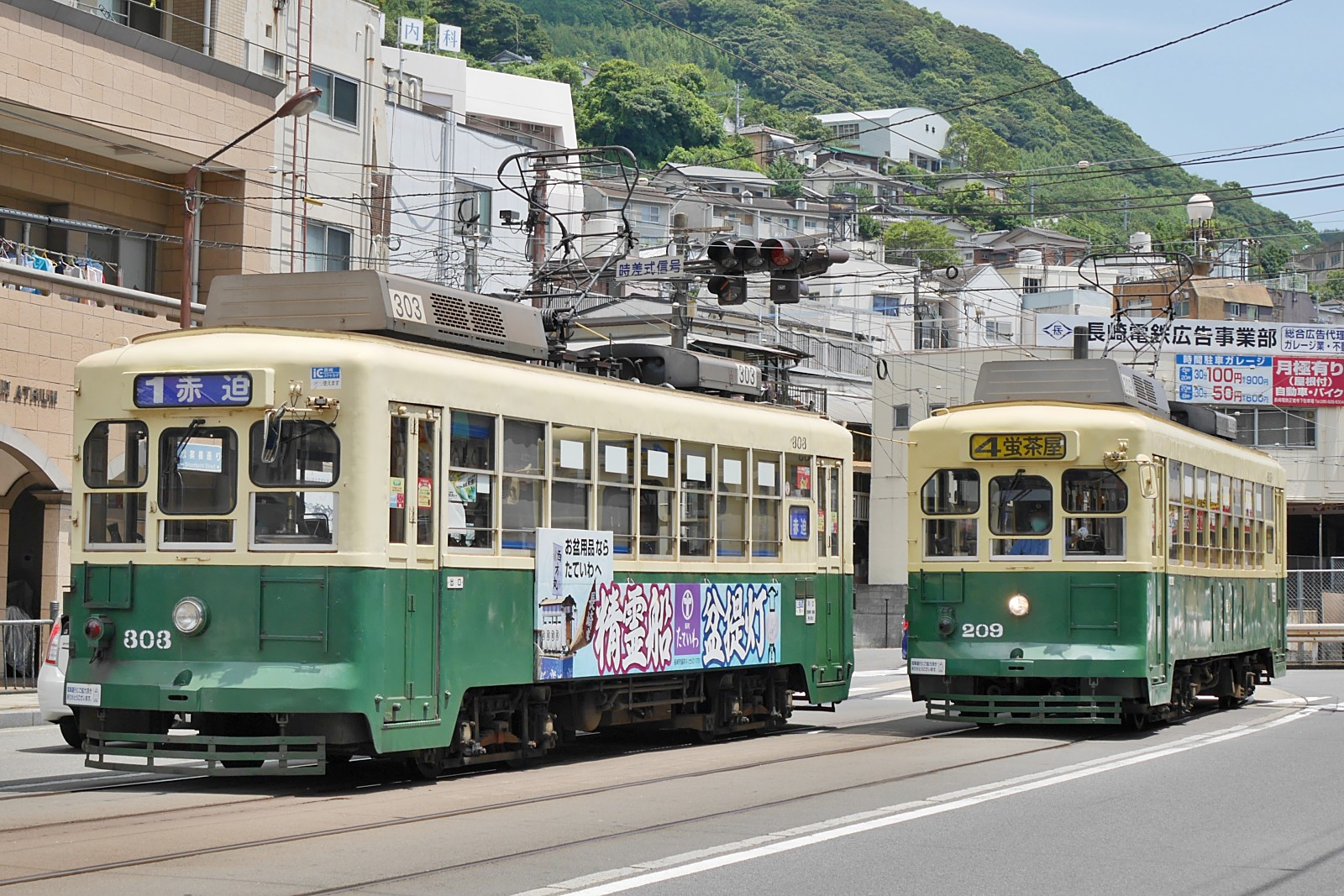
Serie 200/300
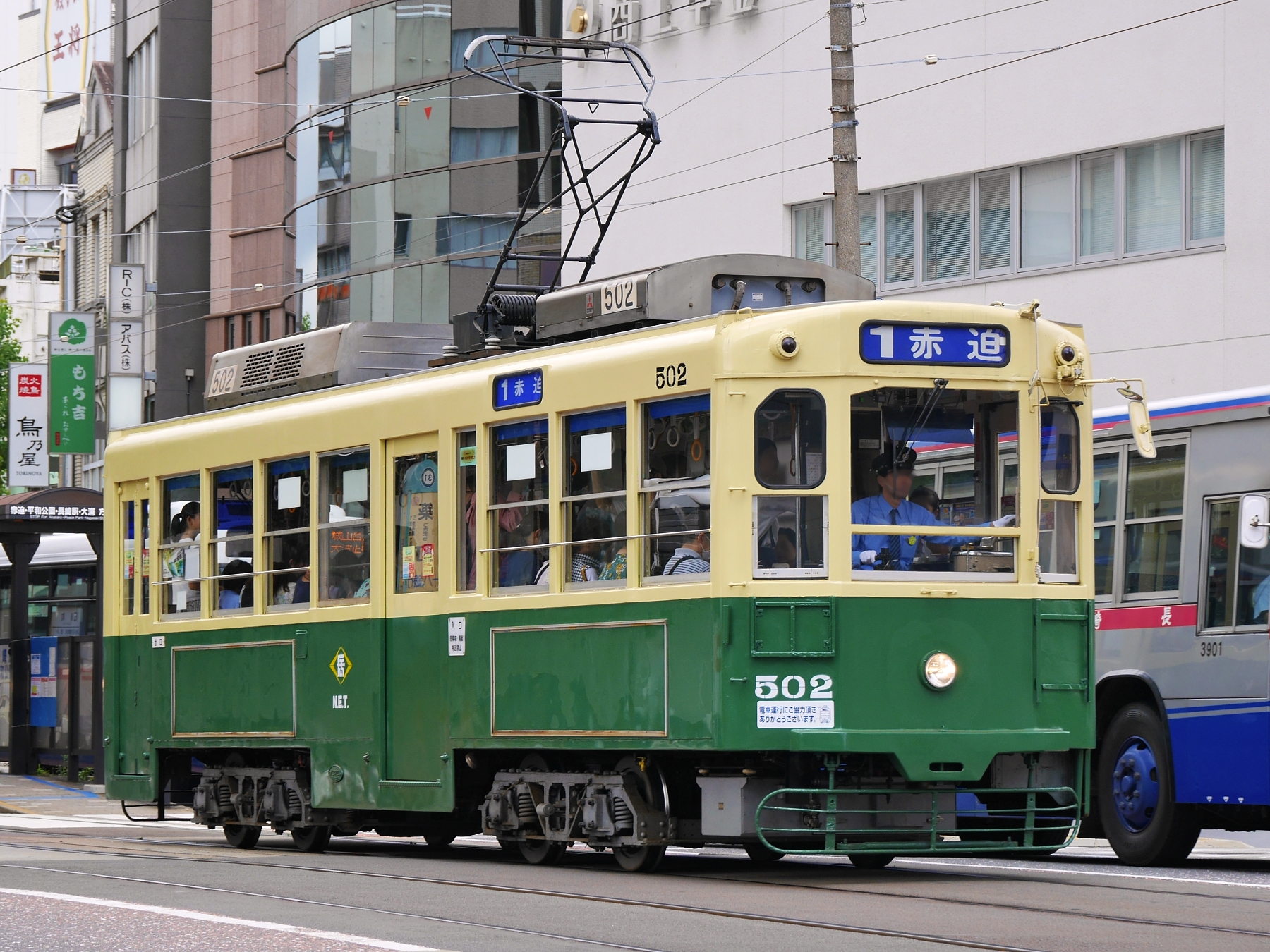
Serie 500
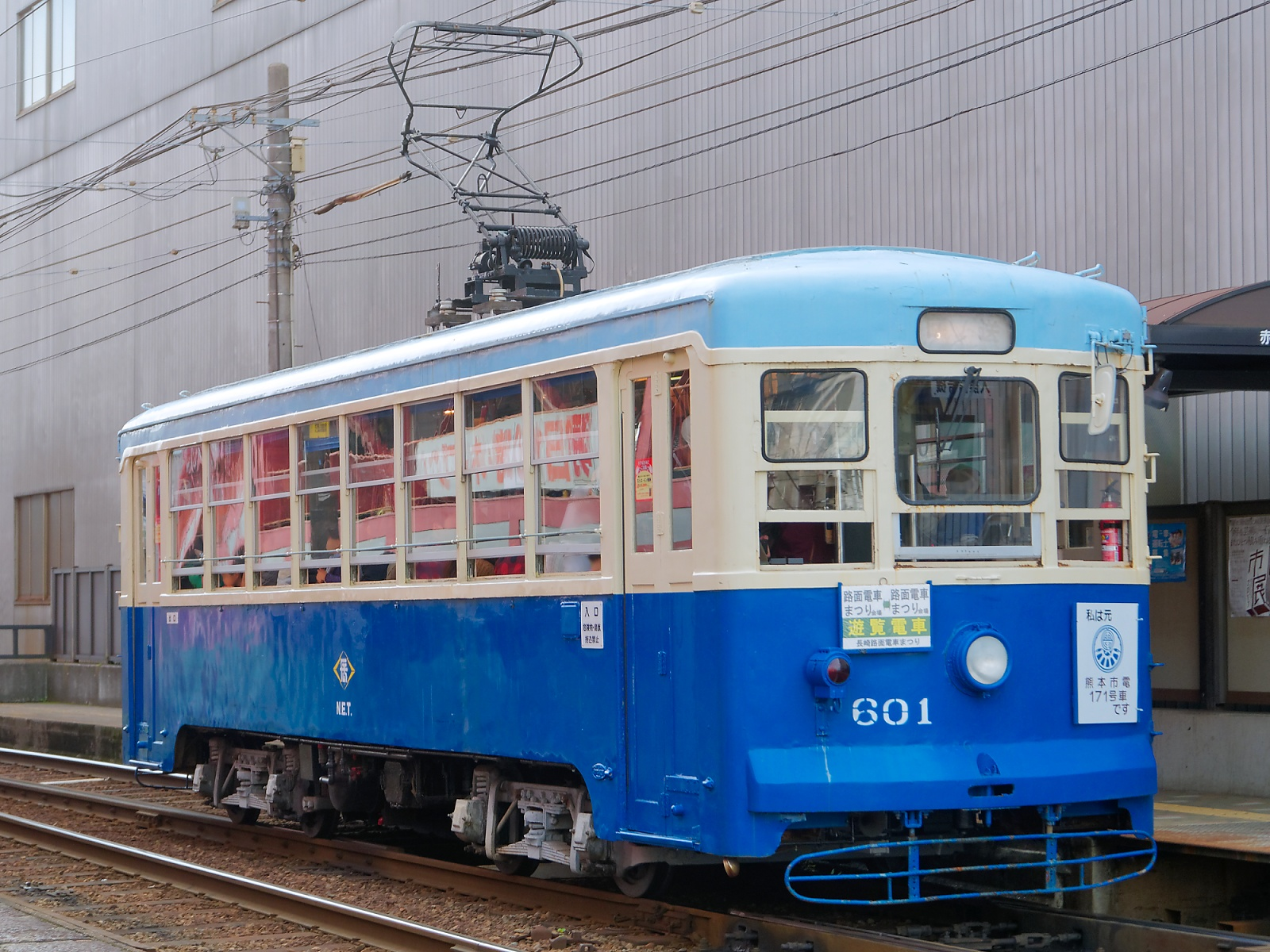
Serie 600
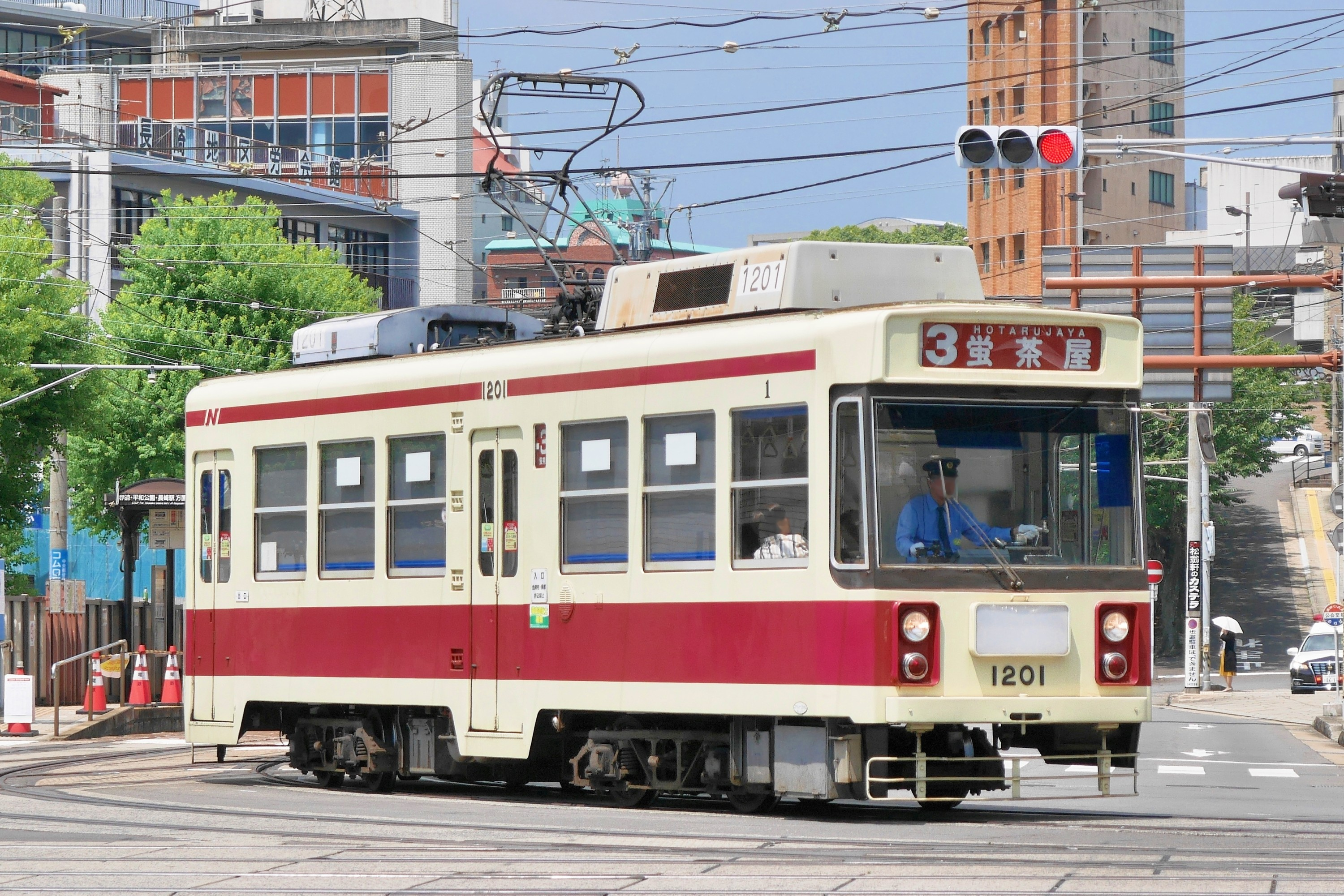
Serie 1200
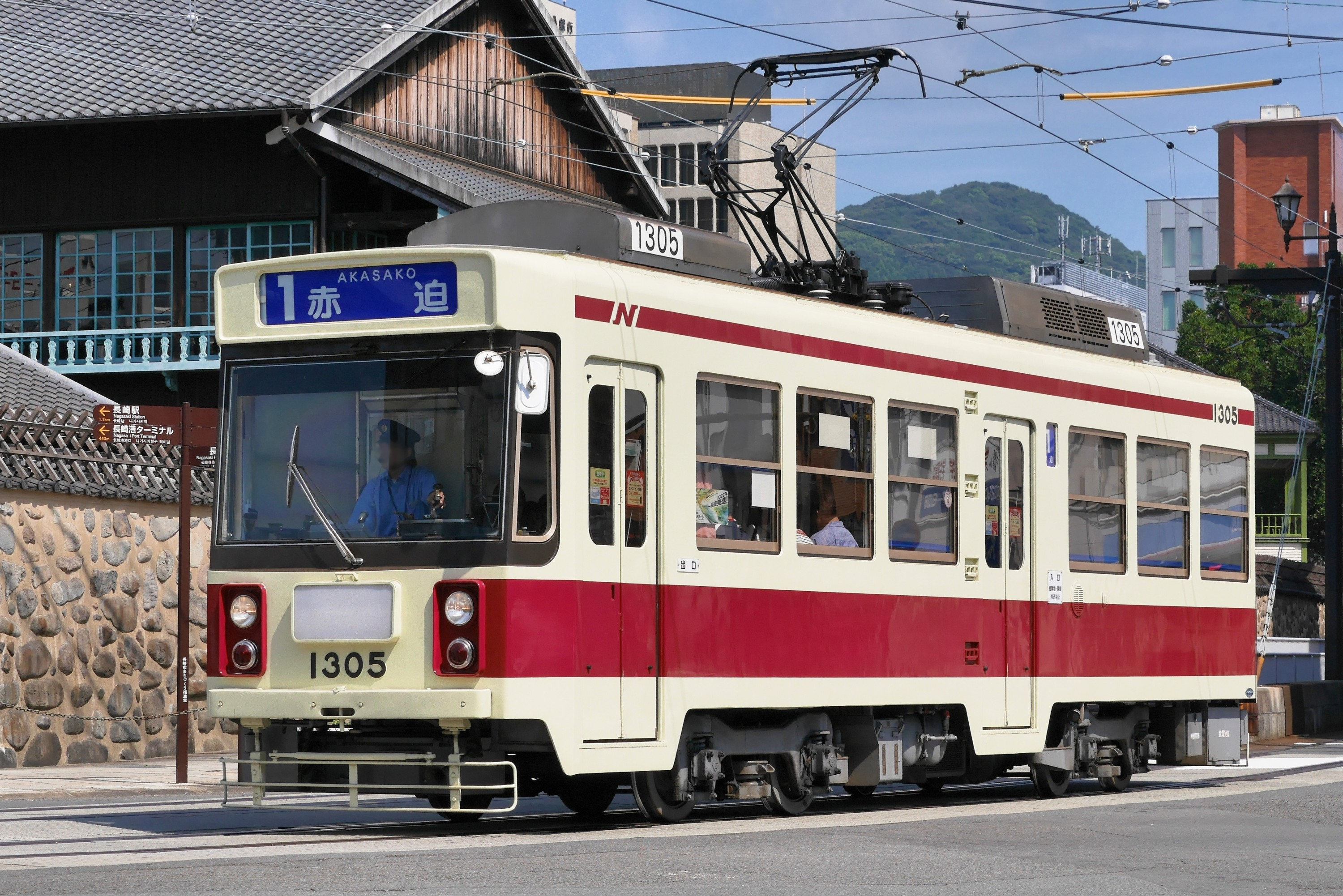
Serie 1300
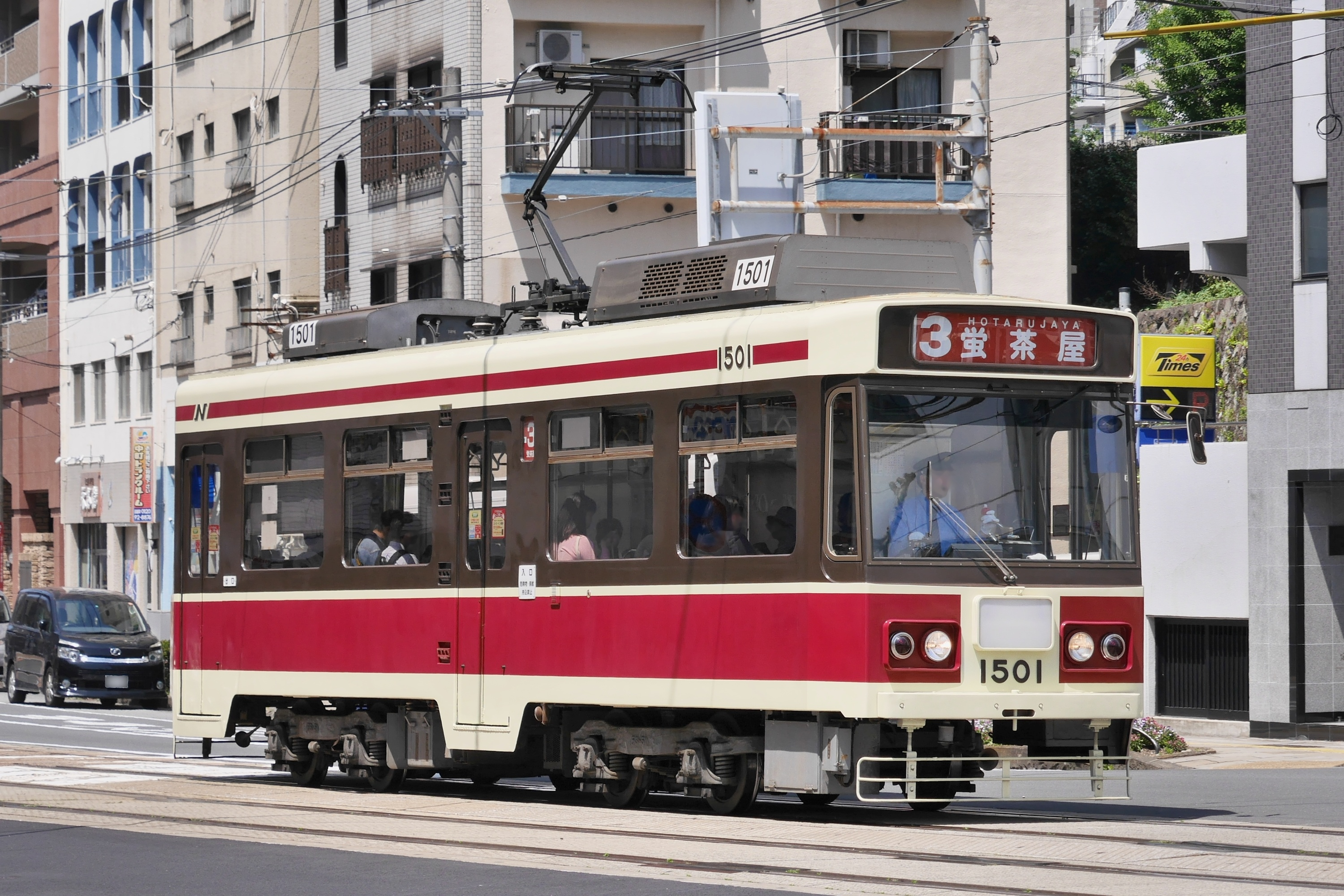
Serie 1500
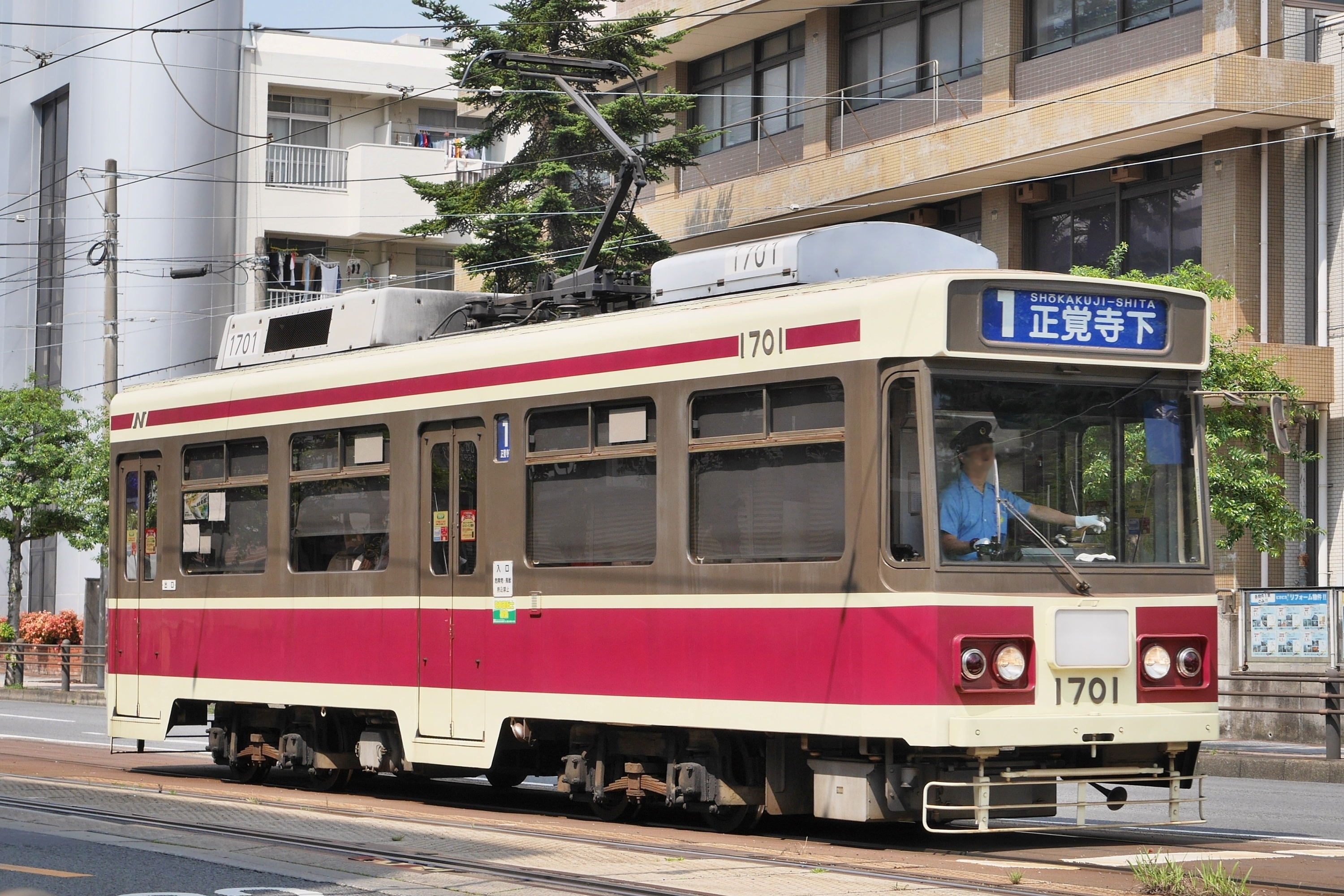
Serie 1700
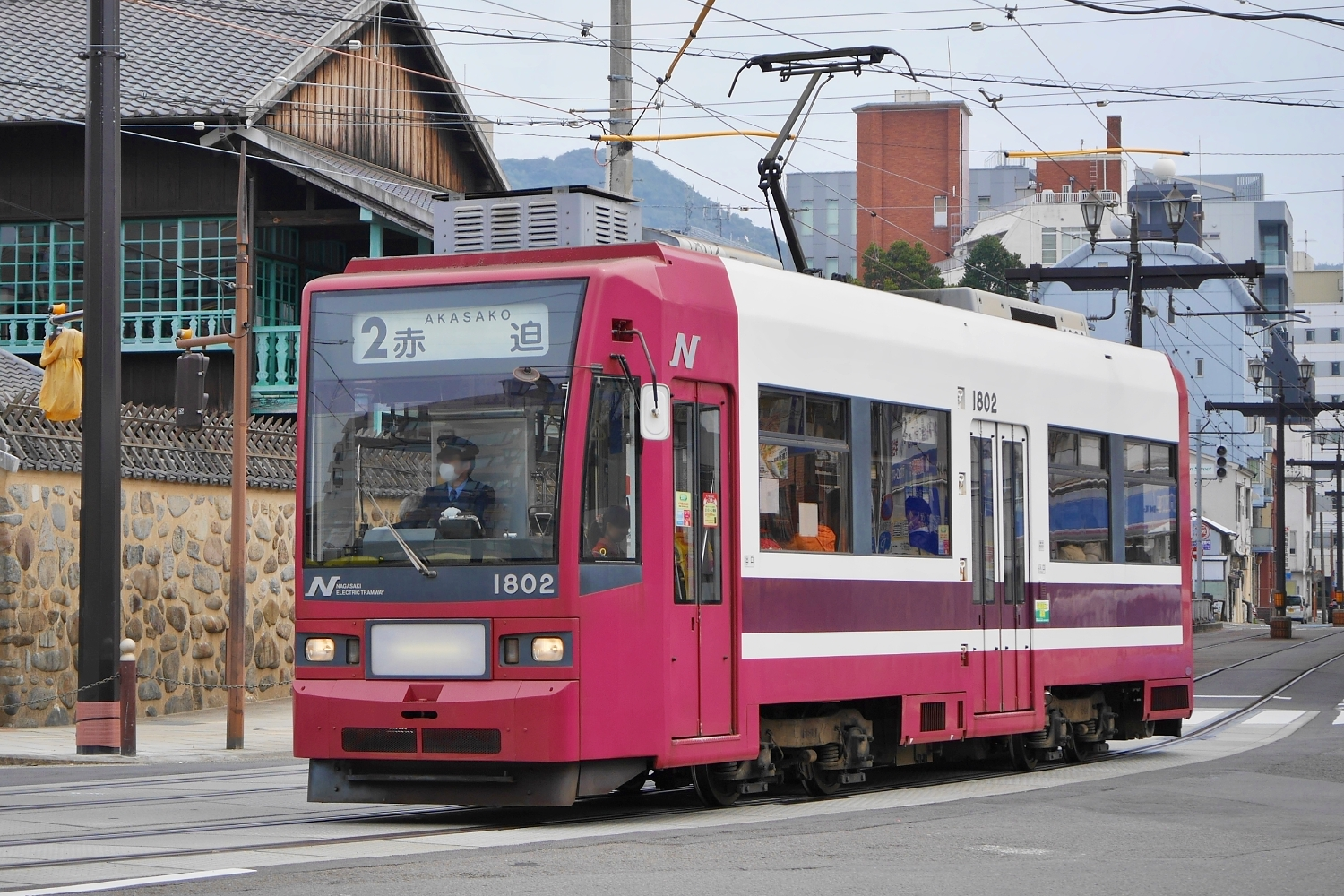
Serie 1800
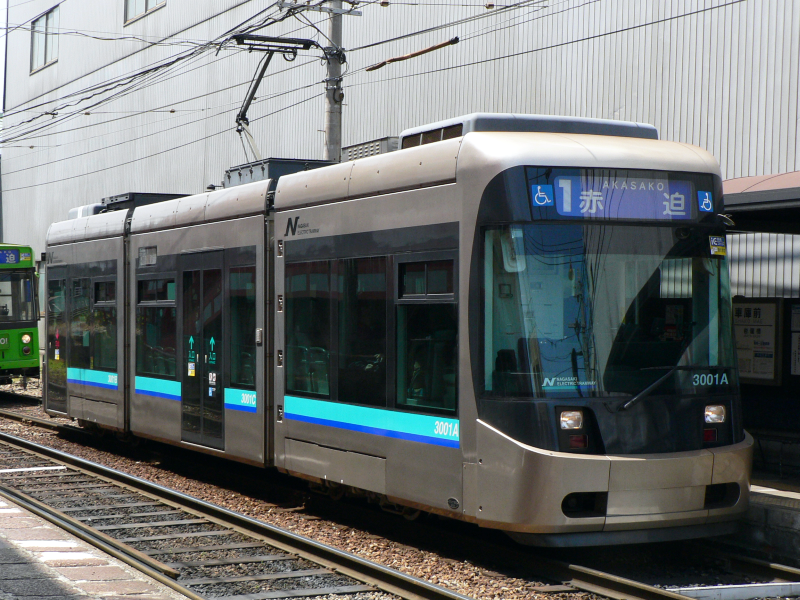
Serie 3000
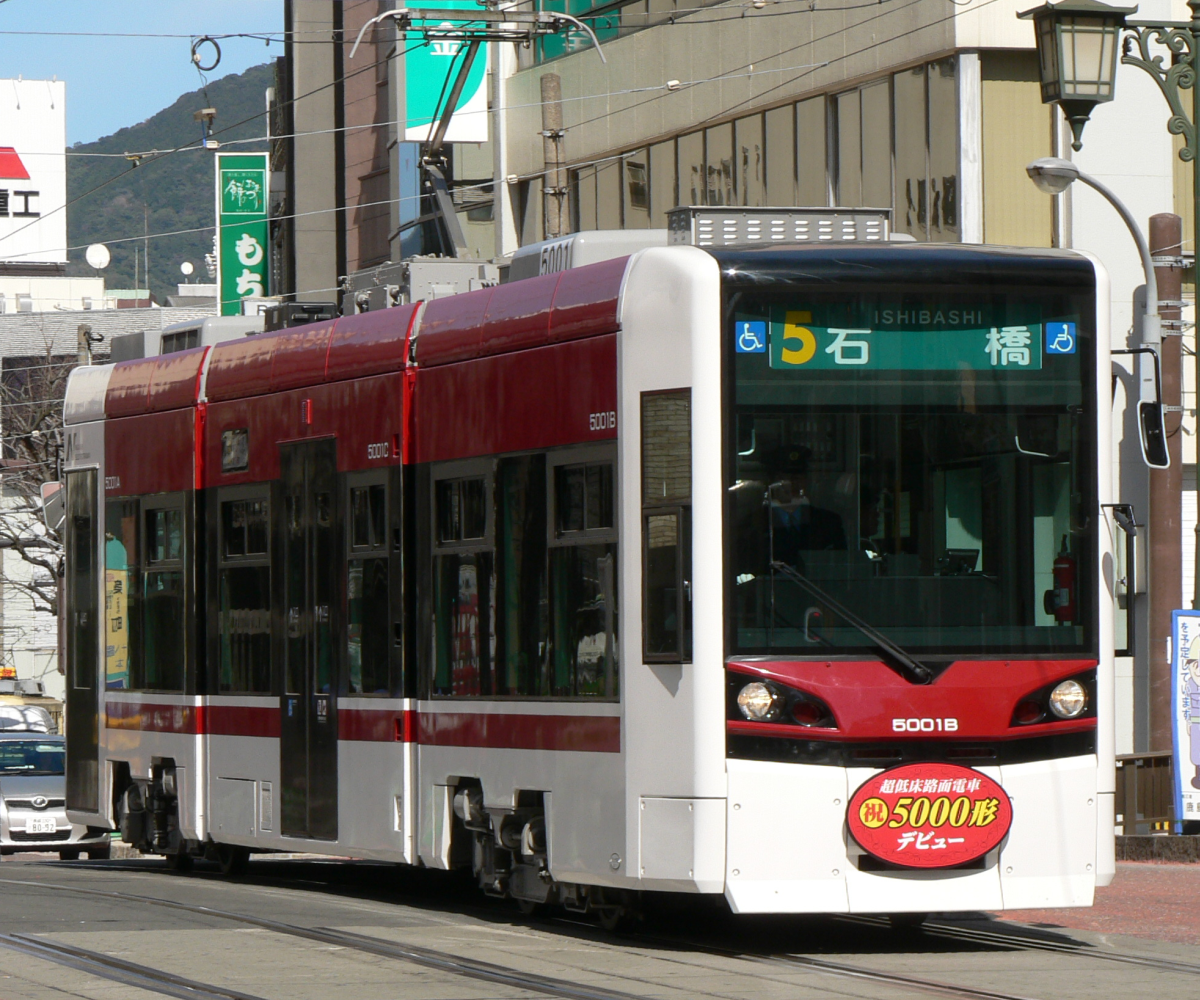
Serie 5000
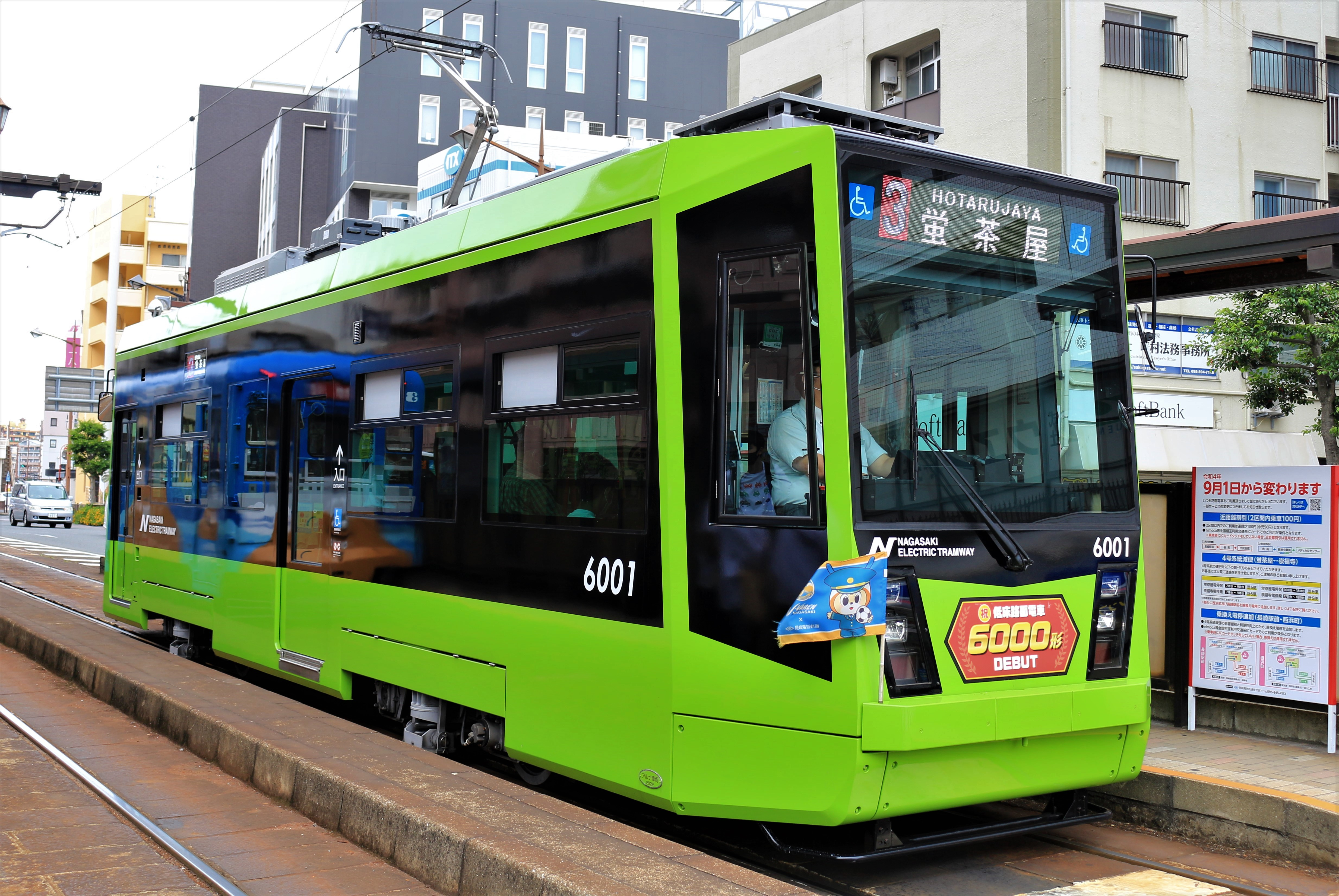
Serie 6000